# Andrius Pojavis
Andrius Pojavis, född 25 november 1983 i Jurbarkas, är en litauisk sångare som bor i Italien.

## Karriär

### Eurovision Song Contest 2013
I slutet av 2012 deltog Andrius Pojavis med låten "Something" i Litauens nationella uttagning till Eurovision Song Contest 2013. Han var en av 39 artister som tävlade mot varandra. Efter att ha tagit sig vidare från en utslagningsomgång den 3 november och en semifinal den 8 december, nådde Pojavis finalen den 20 december. Där tävlade han med sin låt mot de 6 kvarvarande bidragen. Efter att resultatet kommit in stod det klart att han hade vunnit uttagningen.
Den 11 januari 2013 framträdde han med sitt ESC-bidrag vid M.A.M.A. Awards i Kaunas. Vid denna musikprisceremoni var det första gången som han framträdde live inför en större publik.
Under Eurovision Song Contest 2013 framförde han låten i den första semifinalen i Malmö Arena den 14 maj och gick vidare till finalen den 18 maj i vilken bidraget placerade sig på plats 22.

## Diskografi

### Singlar
- 2012 – "Something"